# Sofie Junge Pedersen
Sofie Junge Pedersen (Aarhus, Dinamarca; 24 de abril de 1992) es una futbolista danesa. Juega como mediocampista y su equipo actual es el Inter de Milan de la Serie A y forma parte de la selección de fútbol femenino de Dinamarca.

## Carrera
Junge Pedersen jugó para IK Skovbakken hasta 2011 antes de mudarse a Fortuna Hjørring. Skovbakken había contratado a Junge Pedersen y su compañera Pernille Harder en abril de 2010, en reconocimiento a su potencial excepcional.
En junio de 2015, fichó por el FC Rosengård, después de impresionar a las campeonas suecas de la Damallsvenskan mientras jugaba contra ellas con Fortuna Hjørring en la Liga de Campeones Femenina de la UEFA. Durante su tiempo en Rosengård, sufrió una grave lesión en la cabeza que la dejó sin poder jugar durante toda la temporada 2016. En 2017, el FC Rosengård decidió no renovar su contrato y fichó por el Levante UD en la Primera División Femenina de España. Al finalizar su contrato con el Levante en julio de 2018, regresó a la Damallsvenskan, donde firmó con Vittsjö GIK. En diciembre de 2018, fichó por la Juventus de Turín.

## Selección nacional
En la Copa Mundial Femenina de Fútbol Sub-17 de 2008 en Nueva Zelanda, formó parte del equipo de Dinamarca que ganó su grupo antes de perder 4-0 ante la eventual campeona Corea del Norte en los cuartos de final.
En diciembre de 2011, anotó en su debut internacional senior, en una victoria por 4-0 sobre Chile en São Paulo.
Fue nombrada en la selección de Dinamarca del seleccionador nacional Kenneth Heiner-Møller para la Eurocopa Femenina 2013. 
En 2017, fue nombrada en el equipo de Nils Nielsen para la Eurocopa Femenina 2017.

## Palmarés
FC Rosengård
- Damallsvenskan (1): 2015.
- Copa de Suecia Femenina (1): 2015/2016.
- Supercopa de Suecia Femenina (1): 2016.

Juventus de Turín
- Serie A (3):  2018/2019, 2019/2020, 2020/2021.
- Copa Italia Femenina (1): 2018/2019.
- Supercopa Femenina de Italia (2): 2019, 2020.